# Billboard Brasil
Billboard Brasil est l'édition brésilienne du magazine musical américain Billboard. Le magazine publie des classements musicaux et des actualités en rapport avec l'industrie de la musique. Ses classements comprennent le Brasil Hot 100 (en) et l'Artistas 25, qui présentent les chansons et les artistes les plus populaires dans divers genres musicaux.
Publié pour la première fois en octobre 2009, Billboard Brasil est alors le troisième magazine affilié à Billboard. Le magazine a finalement cessé de paraître en juillet 2014, se concentrant uniquement sur son site web jusqu'à ce qu'il cesse ses activités pour des raisons non divulguées en 2019. Le magazine fait son retour en août 2023, et le premier numéro du redémarrage est publié le 13 octobre 2023.

## Histoire
Billboard Brasil est annoncé pour la première fois en août 2009 et a été officiellement lancé par BPP Promoções e Publicações LTDA le 14 octobre 2009, avec un tirage mensuel de 40 000 exemplaires imprimés vendus à 8,90 réaux brésiliens. Le premier numéro compte 84 pages et présente le chanteur Roberto Carlos en couverture. Le Brésil est le troisième pays à lancer une version imprimée affiliée au magazine américain Billboard, après la Russie et la Turquie. Le dernier numéro imprimé du magazine était le 49e, publié en juillet 2014. Le 50e numéro, publié en janvier 2015, n'était disponible qu'en format numérique. Par la suite, Billboard Brasil a cessé de paraître et s'est concentré uniquement sur son site web. La cessation de ses activités a eu lieu en janvier 2019.
Le 15 mai 2023, il est annoncé que Billboard Brasil reprendra son activité. Le magazine est relancé en août 2023. La première édition imprimée du redémarrage est publiée le 13 octobre 2023, avec en couverture la première édition du festival The Town.

## Classements
| Titre               | Type      | Nombre de positions | Description                                          |
| ------------------- | --------- | ------------------- | ---------------------------------------------------- |
| Brasil Hot 100 (en) | Streaming | 100                 | Classement des chansons les plus diffusées au Brésil |
| Artistas 25 (en)    | Streaming | 25                  | Classement des 25 meilleurs artistes                 |